# SS Kaiser Wilhelm der Grosse
Кайзер Вільгельм дер Гроссе (нім. SS Kaiser Wilhelm der Grosse — Імператор Вільгельм Великий) — німецький трансатлантичний лайнер, що належав судноплавній компанії Північнонімецький Ллойд. Головне судно типу «Кайзер», що складався з 4-х суден — окрім «Кайзер Вільгельм дер Гроссе» до типу входили «Кронпринц Вільгельм», «Кайзер Вільгельм ІІ» та «Кронринцессин Цецилія». Названий на честь першого імператора Німецької Імперії Вільгельма. Судно стало знаменитим завдяки тому, що стало першим німецьким судном, що виграло Блакитну Стрічку Атлантики.

## Кар'єра

### Будівництво, спуск на воду, перший рейс
Лайнер був побудований на верфі «Вулкан» в Щеціні та був спущений на воду 4 травня 1897 року.
У перший свій рейс з Бремергафена в Нью-Йорк корабель вирушив 19 вересня 1897 року. В листопаді 1897 року він установив рекорд швидкості при перетині Північної Атлантики, йдучи із заходу на схід, а чотири місяці по тому лайнер виборов Блакитну Стрічку Атлантики, перехопивши її у британського лайнера компанії Кунард Лайн «Луканія». Рекорд протримався до липня 1900 року, коли лайнер компанії HAPAG «Дойчланд» не побив його, рухаючись у східному напрямку та у вересні 1903 року, рухаючись у західному напрямку. Той факт, що німецькі кораблі перехопили цей знаменитий приз, в результаті спонукав Велику Британію побудувати свій швидкохідний дует — «Лузітанію» та «Мавританію».

### Подальша кар'єра

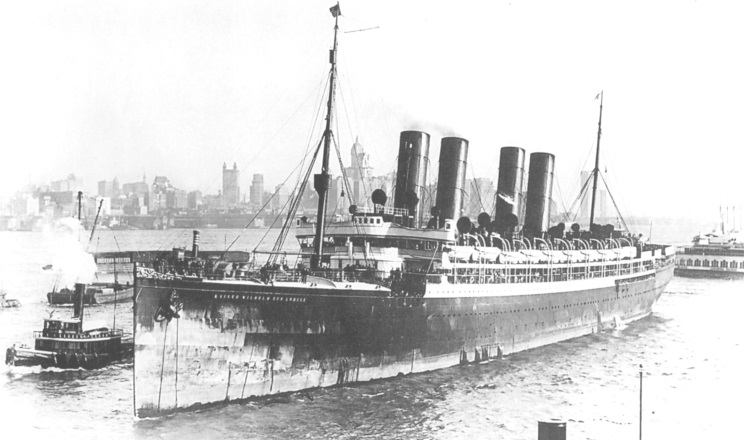
«Кайзер Вільгельм дер Гроссе» в Нью-Йорку

«Кайзер Вільгельм дер Гроссе» став першим лайнером, на якому (при переобладнанні в лютому 1900 року) компанія Marconi встановила комерційну безпровідну лінію телеграфії.
Судно було також першим чотиритрубним лайнером. Саме чотири труби й стануть ознакою престижу й безпеки кораблів. Та на відміну від більш пізніх чотиритрубних лайнерів у «Кайзера Вільгельма дер Гроссе» було всього дві шахти з котелень, які нагорі роздвоювалися. Це й було причиною розміщення труб через нерівномірні проміжки. Хоча, як і багато інших чотиритрубних лайнерів, такої кількості труб він не потребував. Цілком достатньо було б і двох.
Судно уникнуло могутньої пожежі біля пірса Північнонімецького Ллойда в Гобокені, Нью-Джерсі, в липні 1900 року, яка серйозно пошкодила його компаньйонів по лінії — «Майн», «Бремен» і «Саале», на яких у цій катастрофі загинув 161 член команди.
Шість років по тому, в листопаді 1906 року, при спробі підрізати ніс британському «Оріноко» (RMS Orinoco), лайнер отримав значні пошкодження. П'ять пасажирів «Кайзера Вільгельма дер Гроссе» загинули при зіткненні, а в борту судна утворилась пробоїна у 21 метр завширшки й 8 метрів заввишки. Адміралтейський суд визнав винуватцем пригоди німецький лайнер.
У 1914 році лайнер було модернізовано для додаткового розміщення пасажирів 3 і 4 класу, для того, щоб максимально використовувати судно для перевезення емігрантів з Європи в Північну Америку.

## Перша світова війна

### Служба
У серпні 1914 року судно було реквізоване Кайзерівським флотом і переобладнане у допоміжний крейсер SMS Kaiser Wilhelm der Grosse, призначений для нападів на торгові кораблі в Атлантиці. Він був оснащений шістьма 4-дюймовими та двома 37-міліметровими гарматами. Військова кар'єра допоміжного крейсера була недовгою. Після того, як він пропустив два пасажирських судна, оскільки на їх облавку було багато жінок та дітей, він потопив два вантажних судна, а 26 серпня 1914 року був потоплений сам.

### Загибель
Допоміжний крейсер був заскочений зненацька, під час бункерування вугіллям поблизу берегів іспанської колонії Ріо-де-Оро (нині Західна Сахара), що в західній Африці, старим британським крейсером «Гайфлаєр» (HMS Highflyer), озброєним 6-дюймовими гарматами. «Кайзер Вільгельм дер Гроссе» намагався відстрілюватися, але невдовзі у нього закінчились боєприпаси. Команда покинула судно і затопила його на мілководді.
Британські джерела того часу наполягали на тому, що «Кайзер Вільгельм дер Гроссе» затонув через нанесені їхнім крейсером пошкодження. Якою б причина не була, та «Кайзер Вільгельм дер Гроссе» був першим комерційним рейдером, втраченим під час Першої світової війни. Лайнер пролежав правим бортом над водою до 1952 року, після чого його було розібрано на метал.

## Галерея

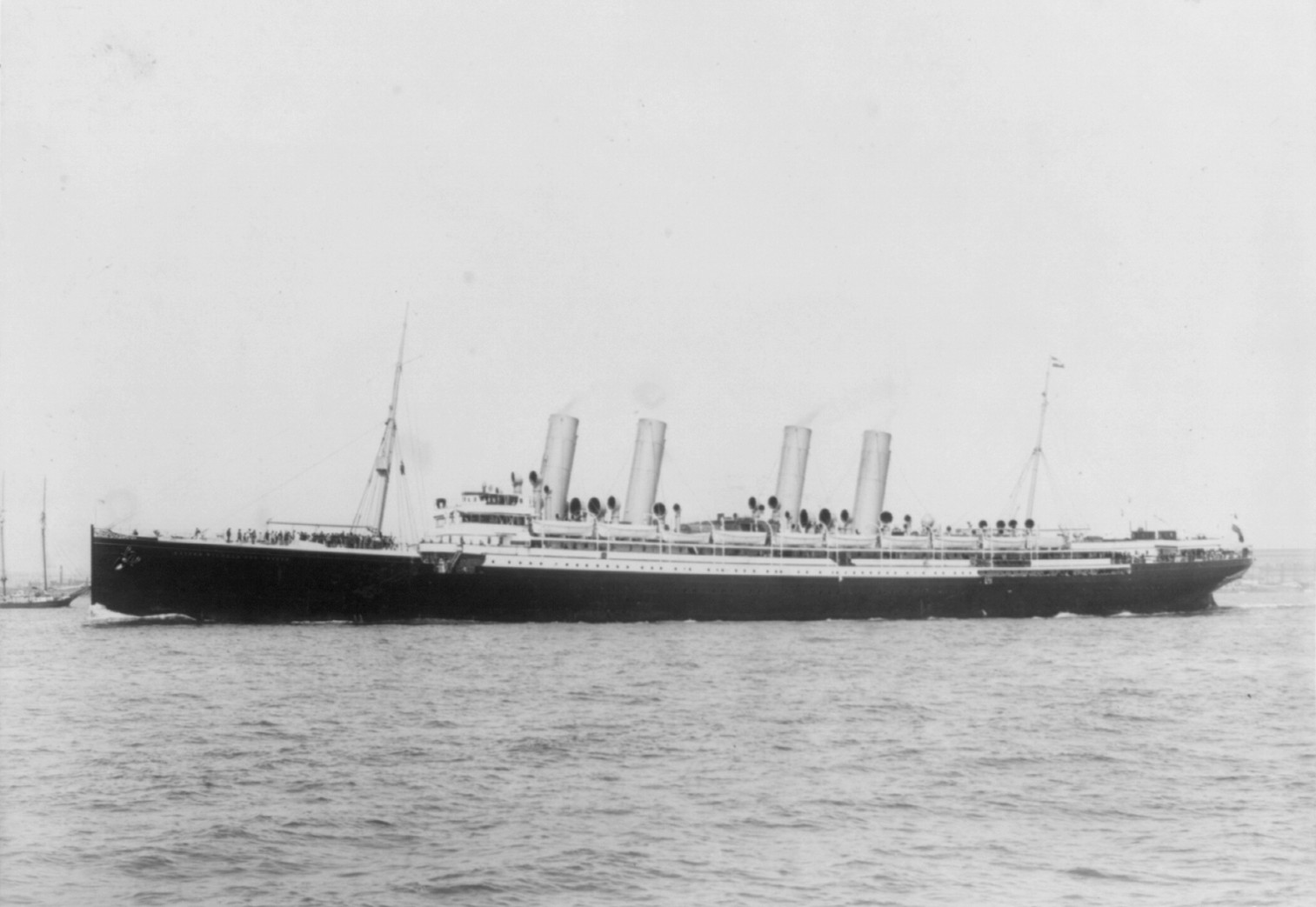
«Кайзер Вільгельм дер Гроссе» в порту в 1897 році
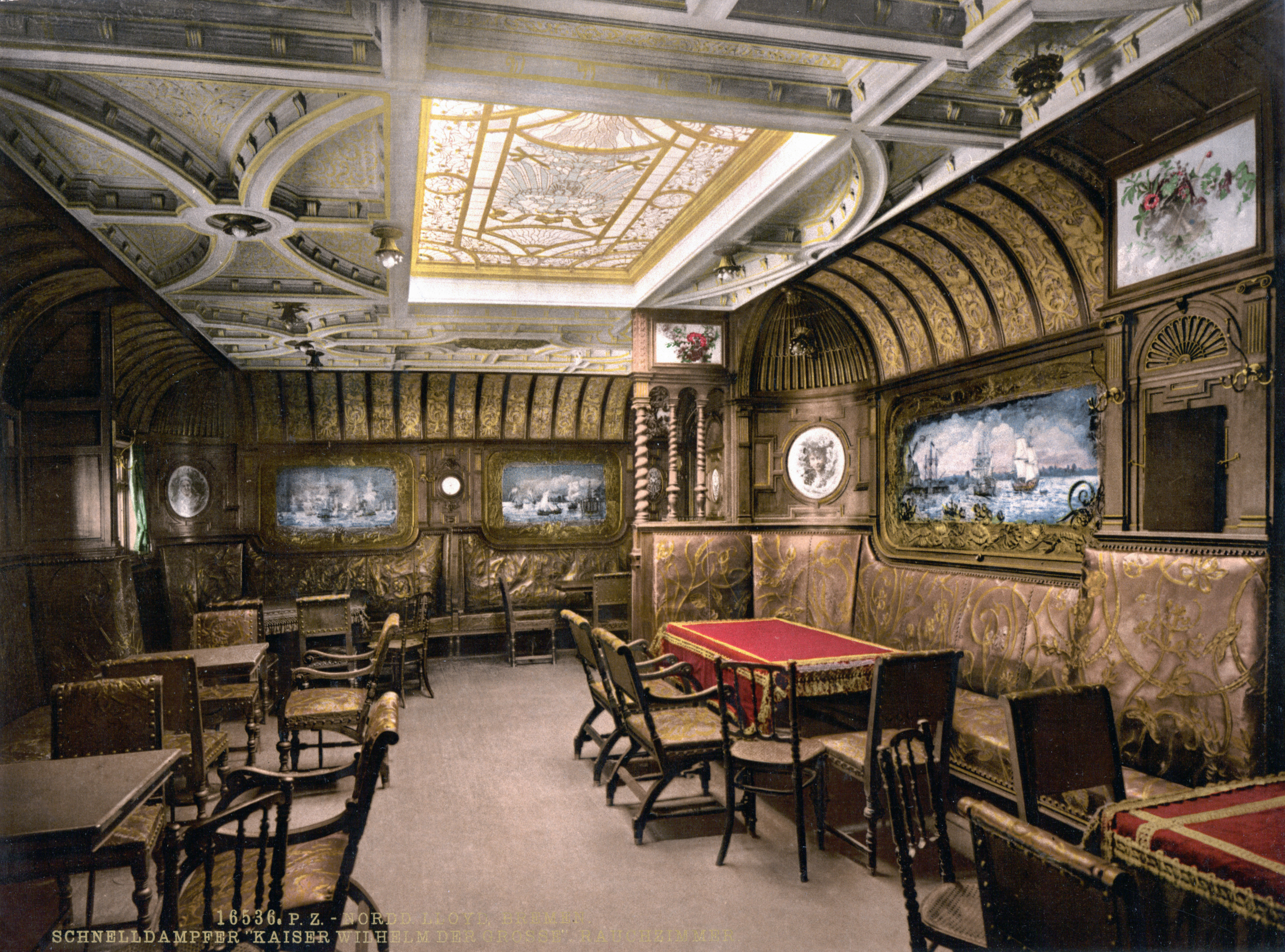
Салон для паління Першого класу (листівка близько 1890−1905)
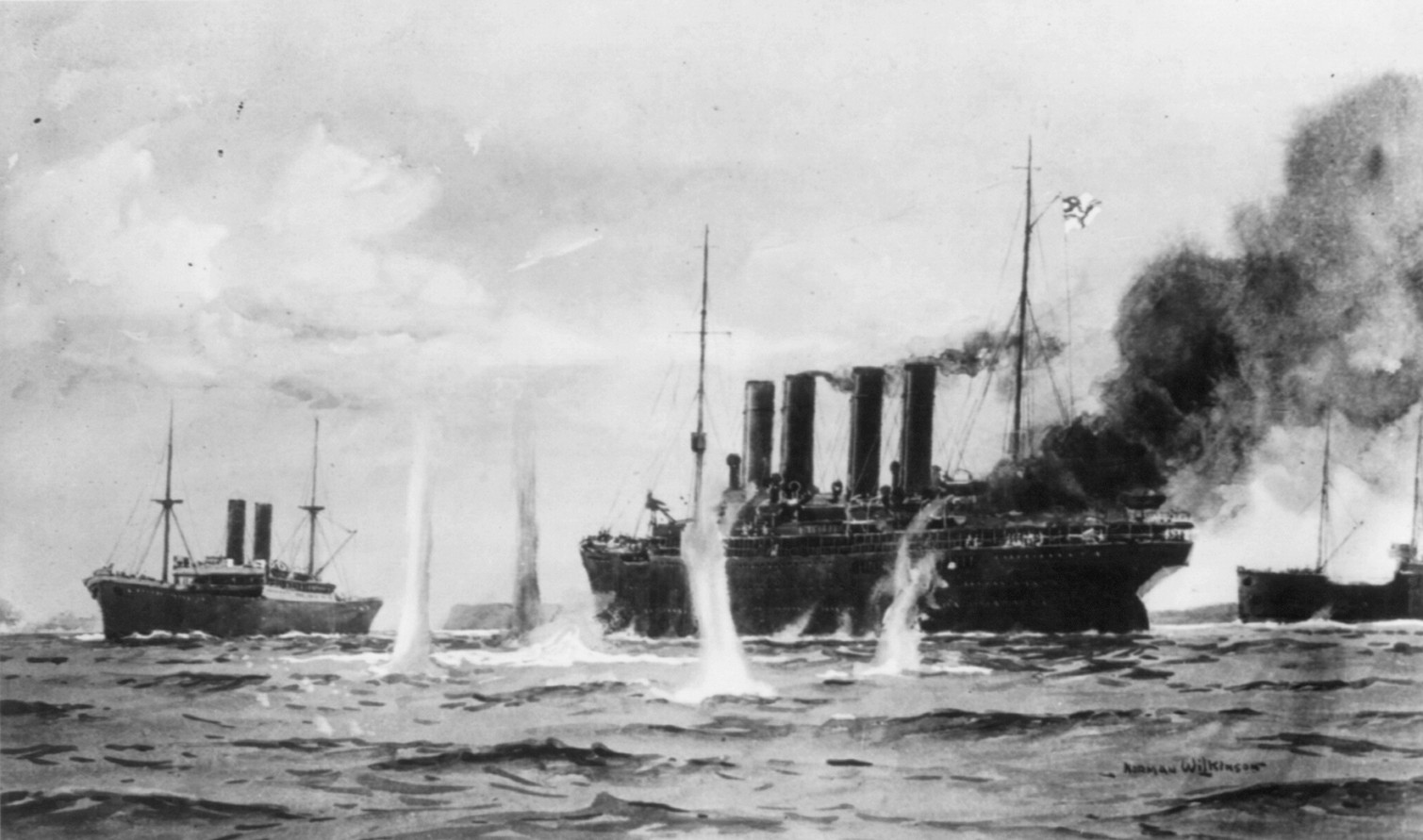
Битва при Ріо-де-Оро (картина)
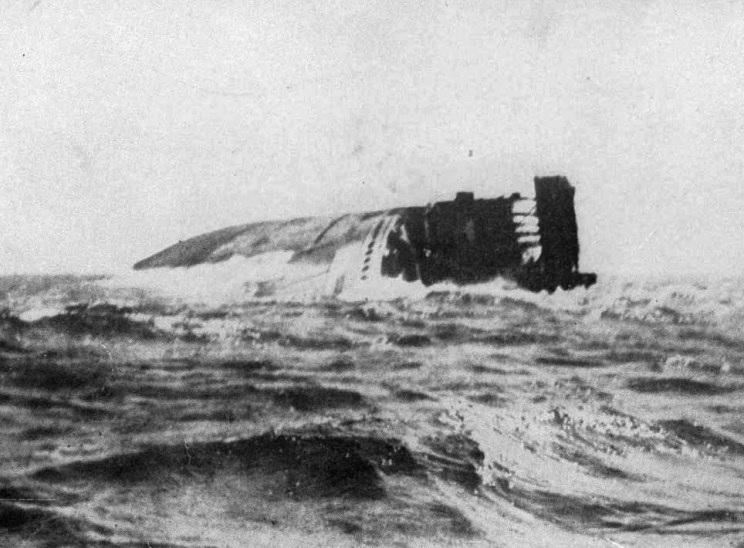
Корпус «Кайзера Вільгельма» на мілині (1914)